# Naqada (Stadt)
Naqada (auch Negade) ist ein Ort in Ägypten. In der Nähe befinden sich Nekropolen der 1. Dynastie, des späten Alten Reiches und der Ersten Zwischenzeit. Etwa 6 km nördlich von Naqada befinden sich die Reste der antiken Stadt Nubt. Dieser Ort (altägyptisch auch Nubet, griechisch Ombo) war im Alten Ägypten der oberägyptische Hauptkultort der Gottheit Seth. Der Ort liegt ca. 40 km nördlich von Luxor auf dem Westufer des Nils. In der Nähe des Ortes, etwa 27 km nördlich von Luxor, entdeckte Flinders Petrie 1894 eine etwa 3.000 Gräber umfassende Nekropole.

## Trivia
In Stargate – Kommando SG-1 wird mit dem Namen dieser Stadt ein fiktives radioaktives Material bezeichnet, auf dessen Verwendung die Technologie der „Götter“ des Altertums beruht.